# Hepatitisvirus
Hepatitisvirus is een verzamelnaam voor een aantal virussen die hepatitis, een leverontsteking, kunnen veroorzaken. 

## Classificatie
Er bestaan verschillende soorten humane hepatitisvirussen, behorende tot verschillende virusfamilies:

- Hepatitis A-virus (HAV), behoort tot de Picornaviridae
- Hepatitis B-virus (HBV), behoort tot de Hepadnaviridae, genus Orthohepadnavirus
- Hepatitis C-virus (HCV), behoort tot de Flaviviridae
- Hepatitis D-virus (HDV), is een satellietvirus van het HBV, genus Deltavirus
- Hepatitis E-virus (HEV), werd eerst bij de Caliciviridae geplaatst maar later in z'n eigen familie, de Hepeviridae
- Hepatitis G-virus (HGV), behoort tot Flaviviridae

De virusfamilie Hepadnaviridae bevat naast het humane hepatitisvirus HBV ook nog hepatitisvirussen die andere organismen infecteren:
- Bepaalde leden van het genus Ortohepadnavirus infecteren knaagdieren, zoals de Virginische marmot (Woodchuk Hepatitis Virus -WHV-) en grond- en boomeekhoorns (GroundSquirels Hepatitis Virus -GSHV-).
- Leden van het genus Avihepadnavirus infecteren o.a. eenden (Duck Hepatitis B Virus -DHBV-)
en reigers (Heron Hepatitis B Virus -HHBV-).